# Skill FC de Bruxelles
Skill FC de Bruxelles – belgijski klub piłkarski, mający siedzibę w mieście Bruksela, w stolicy kraju.

## Historia
Chronologia nazw:
- 1896: Skill FC de Bruxelles
- 1902: klub rozwiązano - po fuzji z Daring Bruxelles FC i Sporting Molenbeek, w wyniku czego powstał Daring Club de Bruxelles

Piłkarski klub Skill FC został założony w gminie Koekelberg stolicy Bruksela w kwietniu 1896 roku. W sezonie 1897/98 zespół startował w drugiej dywizji, gdzie w tamtym czasie występowały zespoły rezerwowe i początkujące kluby. W 1898 klub był drugim, a w 1899 pierwszym w grupie Brabant Division 2, a potem w finale ligi wygrał z Verviers FC i otrzymał promocję do Division d'Honneur. W sezonie 1899/1900 debiutował w najwyższej klasie, zajmując ostatnie 6.miejsce. Jednak w związku z rozszerzeniem ligi do 9 zespołów pozostał w Division d'Honneur. W 1901 i 1902 klub zajmował 5.miejsce. W 1902 roku klub razem z Sportingiem Molenbeek przyłączył się do Daring Bruxelles FC.

## Sukcesy

### Trofea międzynarodowe
Nie uczestniczył w rozgrywkach europejskich (stan na 31-05-2016).

### Trofea krajowe
| \| \| Zdobyte trofea w rozgrywkach Belgii (stan na: 31-03-2017) \| |                                                           |      |                      |
| Rozgrywki                                                          | Osiągnięcie                                               | Razy | Sezon(y)             |
| Mistrzostwo                                                        | I miejsce                                                 | 0    |                      |
| Mistrzostwo                                                        | II miejsce                                                | 0    |                      |
| Mistrzostwo                                                        | III miejsce                                               | 0    |                      |
| Mistrzostwo                                                        | 5.miejsce                                                 | 2    | 1900/01, 1901/02     |
| Puchar                                                             | zdobywca                                                  | 0    |                      |
| Puchar                                                             | finalista                                                 | 0    |                      |
| II liga                                                            | I miejsce                                                 | 1    | 1898/99 (gr.Brabant) |
| II liga                                                            | II miejsce                                                | 1    | 1897/98 (gr.Brabant) |
| II liga                                                            | III miejsce                                               | 0    |                      |
| Belgia                                                             | Zdobyte trofea w rozgrywkach Belgii (stan na: 31-03-2017) |      |                      |

## Stadion
Klub rozgrywał swoje mecze domowe na boisku Plateau de Koekelberg (Parc du Schaerbeek) w gminie Koekelberg.